# Australiens damlandslag i ishockey
Australiens damlandslag i ishockey representerar Australien i ishockey på damsidan och kontrolleras av det australiska ishockeyförbundet. 2011 fanns 313 registrerade kvinnliga ishockeyspelare i Australien. 

## Historik
Laget spelade sin första match den 22 mars 2000, då man förlorade mot Nederländerna med 0-2 i Ungern under en kvalmatch till världsmästerskapets B-turnering.

### Fotnoter
1. ↑  IIHF, http://www.iihf.com/iihf-home/countries/australia.html
2. ↑  ”National Teams of Ice Hockey”. Arkiverad från originalet den 7 oktober 2011. https://web.archive.org/web/20111007084845/http://www.nationalteamsoficehockey.com/uploads/Australia_Women_All_Time_Results.pdf. Läst 27 augusti 2011.